# 420
| [ Edytuj tabelę ] |                                          |
| Cesarz Bizancjum  | - 408 Teodozjusz II 450                  |
| Król Franków      | - 420 Faramund 426                       |
| Władca Guptów     | - 414 Kumaragupta 455                    |
| Władca Korei      | - 413 Changsu 491                        |
| Papież            | - 418 Bonifacy I 422                     |
| Król Persji       | - 399 Jezdegerd I 420 - 420 Bahram V 439 |
| Cesarz Rzymu      | - 395 Flawiusz Honoriusz 423             |
| Król Wandalów     | - 406 Gunderyk 428                       |
| Król Wizygotów    | - 419 Teodoryk I 451                     |

Rok 420 / CDXX
stulecia: IV wiek ~
V wiek ~
VI wiek

lata: 410 «
415 «
416 «
417 «
418 «
419 «
420
» 421
» 422
» 423
» 424
» 425
» 430

## Wydarzenia
Azja
- Bahram V został królem Persji.
- Dynastia Liu Song przejęła władzę w południowej części Chin. W Chinach rozpoczął się okres zwany jako Dynastie Południowe i Północne.
- Mana został patriarchą Kościoła Wschodu.
- Założono koreański klasztor buddyjski Kap sa.

Europa
- Faramund przejął władzę nad związkiem plemiennym Franków; jego decyzją było przejście Renu, tak aby osiedlić Franków w Galii.

## Urodzili się
- Ekdycjusz, galorzymski dowódca wojskowy (zm. po 475).
- Gliceriusz, cesarz zachodniorzymski (zm. po 480).
- Huneryk, król Wandalów (zm. 484).
- Majorian, cesarz zachodniorzymski (zm. 461).

## Zmarli
- 26 lutego – Porfiriusz z Gazy, biskup (ur. 347)
- 30 września – Hieronim ze Strydonu, Doktor Kościoła, autor Wulgaty (ur. 331–347).
- Abraham z Harranu, syryjski eremita.
- Jabalaha I, perski biskup, patriarcha Kościoła Wschodu.
- Jezdegerd I, król Persji (ur. ≈399).
- Marutas z Mezopotamii, syryjski biskup.